# Markhamia
Genre
Classification phylogénétique
Markhamia est un genre de plantes à fleurs de la famille des Bignoniaceae, originaire d'Afrique.

## Espèces
- Markhamia acuminata
- Markhamia cauda
- Markhamia hedwigiae
- Markhamia hildelbrantii Sprague
- Markhamia infundibuliformis
- Markhamia lanata
- Markhamia lutea
- Markhamia obtusifolia (Baker) Sprague
- Markhamia paucifoliata
- Markhamia pierrei
- Markhamia platycalyx
- Markhamia puberula
- Markhamia sansibarica
- Markhamia sessilis
- Markhamia stenocarpa
- Markhamia stipulata
- Markhamia tomentosa
- Markhamia verdickii
- Markhamia zanzibarica